# مقاطعة هاواي (هاواي)
مقاطعة هاواي هي مقاطعة في هاواي، بلغ عدد سكانها 196٬428  نسمة، في 2015، عاصمتها هيلو (هاواي)، تبلغ مساحتها 13٬174 كيلومتر مربع.

## التقسيمات الإدارية
- هيلو (هاواي).